# Shannon Leto
Shannon Carl Leto (ur. 9 marca 1970 w Bossier City) – amerykański muzyk, współzałożyciel i perkusista grupy 30 Seconds to Mars. Jest starszym bratem aktora i muzyka, Jareda Leto.

## Życiorys

### Wczesne lata
Jego matka urodziła go, gdy miała 17 lat. Urodził się w Bossier City w stanie Luizjana jako pierwszy syn Constance (z domu Metrejon) i Tony’ego L. Bryanta. Jego rodzice rozwiedli się niedługo po jego narodzeniu. Ojciec ponownie się ożenił, a niedługo później zmarł. Miał dwóch młodszych przyrodnich braci z drugiego małżeństwa ojca. Wychowywany był przez samotną matkę. Dorastał z młodszym bratem Jaredem (ur. 26 grudnia 1971). Ponieważ dziadek ze strony matki był pilotem Air Force, bracia wraz z matką często zmieniali miejsce zamieszkania. Mieszkali w Wyoming, Kolorado, Wirginii, a nawet na Haiti. Podczas jednego burzliwego okresu rodzina nawet mieszkała w ciężarówce, zanim znaleziono tymczasowe miejsce pobytu.
W 1979 roku, gdy miał osiem lat, jego matka ponownie wyszła za mąż za dra Carlo Leto i rodzina osiedliła się w Wirginii. Swoje nazwisko “Leto” przejął po ojczymie/ojcu zastępczym. Miał przyrodnią siostrę z drugiego małżeństwa matki. W 1981 jego matka rozwiodła się.

### Kariera
Wraz z Jaredem w 1998 postanowili założyć grupę 30 Seconds to Mars – mały, rodzinny projekt. W 2002 świat ujrzała pierwsza płyta zespołu 30 Seconds To Mars. Shannon nagrał tam linię perkusji. W 2005, po dołączeniu do zespołu Tomo Milicevica w 2003, nagrana została płyta A Beautiful Lie, w 2009 – This Is War, a w 2013 Love Lust Faith + Dreams. Szerszej publiczności znany jest także z roli w popularnym serialu młodzieżowym Moje tak zwane życie (My So-Called Life). Zagrał również w teledysku do piosenki „Blue” grupy Way Out West.
Interesuje się również pisaniem i jest profesjonalnym fotografem.
16 czerwca 2014 w Hollywood Leto został aresztowany pod zarzutem prowadzenia pojazdu w stanie nietrzeźwym. Przy zatrzymaniu Shannona policja odkryła także zakaz prowadzenia wszelkich maszyn transportu  po tym jak  został przyłapany na jeździe samochodem bez posiadania prawa jazdy.

## Filmografia
- 1985: Rock in Rio w roli samego siebie
- 1994: Moje tak zwane życie (My So-Called Life, serial TV) jako Shane
- 1997: Prefontaine jako właściciel baru
- 2001: Sol Goode jako fan Sola
- 2002: Autostrada (Highway) jako Kid
- 2003: Jimmy Kimmel Live! w roli samego siebie
- 2007: Random Acts Of Kindness
- 2009: The Tonight Show with Conan O’Brien w roli samego siebie
- 2012: Artifact (film dokumentalny)